# Paranemastoma kochii
Espèce
Synonymes
- Nemastoma kochii Nowicki, 1870
- Nemastoma hungaricum Roewer, 1951
- Nemastoma nicaeum Roewer, 1951

Paranemastoma kochii est une espèce d'opilions dyspnois de la famille des Nemastomatidae.

## Distribution
Cette espèce se rencontre en Slovaquie, en Tchéquie, en Pologne, en Ukraine et en Roumanie.

## Description
Les mâles mesurent de 3,2 à 3,5 mm et les femelles de 3,6 à 3,8 mm.

## Systématique et taxinomie
Cette espèce a été décrite sous le protonyme Nemastoma kochii par Nowicki en 1870. Elle est considérée comme une sous-espèce de Nemastoma quadripunctatum par Roewer en 1914. Elle est élevée au rang d'espèce par Kratochvíl en 1939. Elle est placée dans le genre Paranemastoma par Avram en 1973.
Nemastoma hungaricum et Nemastoma nicaeum ont été placées en synonymie par Martens en 1978.

## Étymologie
Cette espèce est nommée en l'honneur de Ludwig Carl Christian Koch.

## Publication originale
- Nowicki, 1870 : « Beschreibung neuer Arthropoden. » Jahrbuch der Kaiserlich-Königlichen Gelehrten Gesellschaft in Krakau, vol. 41, p. 57–58.